# Żarek

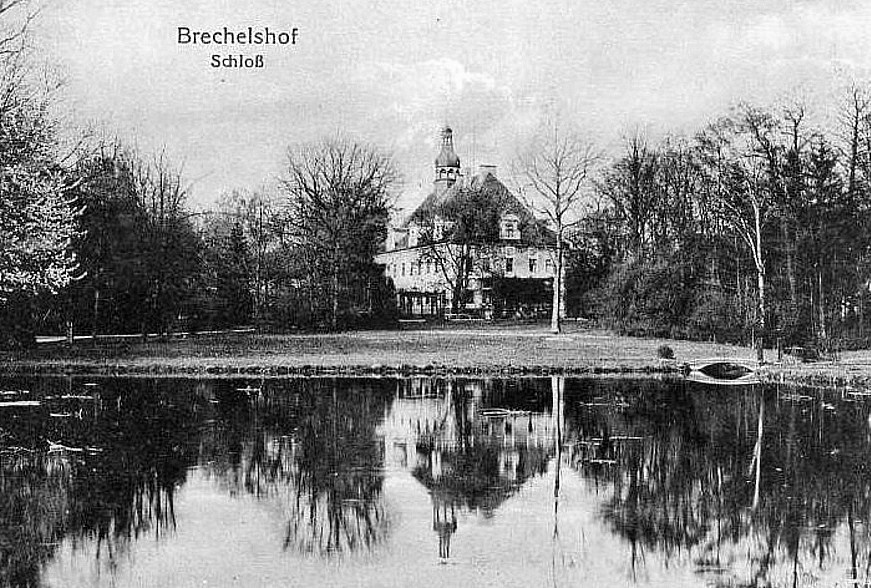
Schloss Brechelshof

Żarek (deutsch Bremberg) war ein Dorf in der Gemeinde Męcinka, Woiwodschaft Niederschlesien, Polen. Der sieben Kilometer nordwestlich der Stadt Jawor gelegene Ort an der Wütenden Neiße wurde im Jahre 1978 mit der Vergrößerung des Stausees (Zalew Słup) überflutet.

## Geschichte
Bremberg wurde erstmals 1217 urkundlich erwähnt. Im Schloss Brechelshof bei Jauer, das als Lazarett diente, nahm General Blücher vor der entscheidenden Schlacht an der Katzbach sein Hauptquartier. In den 1930er-Jahren wurde der bis dahin selbständige Gutsbezirk Brechelshof (Brachów) an Bremberg angegliedert. Im Jahr 1939 hatte der Ort im Landkreis Jauer 766 Einwohner.
Verkehrsgünstig an der Bahnstrecke Jauer–Liegnitz gelegen, war der Ort ein beliebtes Ausflugs- und Erholungsziel. Ganzjährig luden ausgedehnte Parkanlagen, Obstgärten und Waldgebiete zum Spazieren und Wandern ein. Im Frühjahr lockte besonders die Obstbaumblüte und im Sommer der nahe gelegene Stausee. Im Winter schließlich waren passable Ski- und Rodelmöglichkeiten vorhanden. Sehenswürdigkeiten waren das in einem Eichenwald gelegene Schloss Brechelshof; der Breite Berg (Kopista, 260 m ü NN), ein Basaltmassiv, der das Dorf nach Südwesten begrenzte und dessen Gipfel Aussicht auf die Liegnitzer Ebene und die umliegenden Höhenzüge bot, die Wunderkiefer und der sagenumwobene Kindelstein, ein großer, im Flussbett der Wütenden Neisse liegender Findling.